# Hirsstarr
Hirsstarr (Carex panicea) är en växtart i familjen starrar. 